# Andrei Șaguna Főgimnázium
Az Andrei Șaguna Főgimnázium egy nyolcosztályos brassói középiskola, a korábbi brassói román ortodox gimnázium utóda. Empire–neoreneszánsz stílusú, Ștefan Emilian által tervezett tömbje 1851 és 1856 között épült fel a Bolgárszeg Belvárossal szomszédos, Graben (Groaveri) nevű részén, egy park szélén. Helyén korábban halastó volt.

## Története
Andrei Șaguna nagyszebeni ortodox püspök alapította 1850-ben, egyházának első erdélyi középfokú oktatási intézményeként. Helyszínéül tudatosan választotta Brassót, amely a leggazdagabb erdélyi gyülekezeteknek adott otthont. Első igazgatója Gavriil Munteanu volt. Tíz évig négyosztályos algimnáziumként működött, majd 1860 és 1866 között bővítették nyolcosztályossá.
A gimnázium és a mellette később létrehozott iskolák finanszírozásának kérdése többször vált politikai kérdéssé, sőt külpolitikai botrányok forrásává is. A brassói ortodox egyházközségeken kívül a városvezetés a kezdetektől és 1862-től, évi négyezer forinttal az uralkodó is hozzájárult működéséhez. Állandó forrást jelentett az a román polgárok által a szomszédos Gőzfürdő (Băilor) utcában alapított fürdő is, amely hosszú ideig az egyetlen ilyen intézmény volt Brassóban, és amelynek bevétele az iskola kasszáját gyarapította. Șaguna 1868-ban azt a tanácsot adta az iskolavezetésnek, hogy ne fogadják el a magyar kormány esetleges támogatását és fizetésemeléseit, hanem ragaszkodjanak az 1868:IX. törvénycikkben lefektetett egyházi autonómia adta lehetőségekhez. Csakhogy 1867-ben az uralkodó évi rendszeres segélyének folyósítását is a magyar állam vette át, a magyar kormány pedig a pénz átutalását 1870-ben a tanárok kinevezési jogának átruházásához kötötte. Ezt a feltételt az iskola elutasította, ezért a négyezer forintos évdíjhoz 1871-től nem jutott hozzá.
A két román fejedelemség 1860–61-ben kárpótlást ítélt meg a brassói Szent Miklós-egyházközség számára, szekularizált havasalföldi birtokaiért cserébe. Ennek összegét a román kormány 1868-ban törzstőkeként helyezte el, és vállalta, hogy 23 és fél ezer lejes éves kamatát az akkor a gimnázium mellett felállított alreáliskola és felsőkereskedelmi iskola számára utalja ki. A támogatás tényét a két intézmény 1869-es alapító okiratába is belefoglalták. Közvéleménye nyomására a magyar kormány 1875-ben leállíttatta az összeg folyósítását, és a magyarországi iskoláknak megtiltotta, hogy külföldről támogatást fogadjanak el. A bukaresti kormány ettől kezdve titokban, főként Diamandi Manole brassói kereskedőn keresztül juttatta el a segélyt az iskolákhoz. A magyar állam valószínűleg korábban is tudomást szerzett erről a gyakorlatról, de csak húsz év múlva Bánffy Dezső kormánya érezte szükségét, hogy vizsgálatot készíttessen róla, amelynek tartalma kiszivárgott. 1898-ban Take Ionescu, a konzervatív ellenzék vezére a vizsgálat aktáira támaszkodva azzal vádolta meg Dimitrie Sturdza kormányát, hogy le kívánja állítani a brassói iskolák támogatását. A Sturdza-kormány a következő évben bele is bukott az iskolaszubvencionálási botrányba. Időközben a brassói Szent Miklós-egyházközség az egykori havasalföldi birtokai után járó kárpótlás elmaradása miatt beperelte a román államot, és az egyházközség jogi képviseletét maga Ionescu vállalta el. A mind az Osztrák–Magyar Monarchia, mind Románia számára egyre kínosabb ügyet a Cantacuzino- és a Széll-kormány végül úgy intézte el csendben, hogy előbbi a kárpótlásnak megfelelő összegű államkölcsönt helyezett el a magyar államkincstárban, amelynek kamatait azután a magyar kormány folyósította.
A nyolcosztályos főgimnázium a legszínvonalasabb román nyelvű oktatási intézmény volt Erdélyben és Magyarországon, sőt az 1870-es évekig sok Kárpátokon túli diák is látogatta. 1882-ben dísztermében mutatták be Újhold címmel az első román operettet, az iskola tanárának, Ciprian Porumbescunak a művét. 1911-ben adták át a három iskola internátusát, a mai Andrei Mureșanu Líceum épületét. A gimnázium 1922-ben vette föl alapítójának a nevét. 1948-ig ortodox egyházi iskolaként működött, akkor államosították. 1996-ban lett főgimnázium.

## Híres diákjai és tanárai
Az intézmény diákja volt Titu Maiorescu, Ștefan Octavian Iosif, Aurel Vlaicu, Ioan Lupaș, Octavian Goga, Nicolae Teclu, Lucian Blaga, Sextil Pușcariu, Dumitru Roșca, Emil Petrovici és Eugen Jebeleanu, tanára Ciprian Porumbescu, Vasile Goldiș és Emil Cioran.